# Selenia delunaria
Selenia delunaria är en fjärilsart som beskrevs av Jacob Hübner 1796-99. Selenia delunaria ingår i släktet Selenia och familjen mätare. Inga underarter finns listade.